# بعثة الاتحاد الأوروبي التدريبية في جمهورية إفريقيا الوسطى
بعثة الاتحاد الأوروبي التدريبية في جمهورية إفريقيا الوسطى هي بعثة تدريب متعددة الجنسيات تابعة للاتحاد الأوروبي ومقرها في بانغي، جمهورية إفريقيا الوسطى.
وقد ساهمت 8 دول أعضاء في الاتحاد الأوروبي (فرنسا وإيطاليا وليتوانيا وبولندا والبرتغال ورومانيا وإسبانيا والسويد)، بالإضافة إلى 3 دول من خارج الاتحاد الأوروبي (البوسنة والهرسك وجورجيا وصربيا) بقوات في البعثة.

## روابط خارجية
- الموقع الرسمي للبعثة